# Test Drive Off-Road 2
Test Drive Off-Road 2 – komputerowa gra wyścigowa wyprodukowana przez Pitbull Syndicate i wydana przez Accolade w 30 września 1998. Rozgrywka gry Test Drive Off-Road 2 odbywa się głównie na trasach terenowych.

## Rozgrywka

### Pojazdy
W grze znajduje się 10 w pełni licencjonowanych pojazdów.

### Mapy
W grze występuje 12 map w czasie rzeczywistym.